# Heckmondwike
Heckmondwike är en ort i distriktet Kirklees, Storbritannien. Den ligger i grevskapet West Yorkshire och riksdelen England, i den centrala delen av landet, 260 km norr om huvudstaden London. Heckmondwike ligger 61 meter över havet och antalet invånare är 11 542.
Terrängen runt Heckmondwike är huvudsakligen platt, men söderut är den kuperad. Heckmondwike ligger nere i en dal. Runt Heckmondwike är det tätbefolkat, med 947 invånare per kvadratkilometer. Närmaste större samhälle är Leeds, 13,1 km nordost om Heckmondwike. Runt Heckmondwike är det i huvudsak tätbebyggt.